# Marek Kaljumäe
Marek Kaljumäe (Tallinn, 18 febbraio 1991) è un calciatore estone, centrocampista del Kalev Tallinn.

## Caratteristiche tecniche
Interno di centrocampo, può giocare come mediano.